# Puerto Lockroy

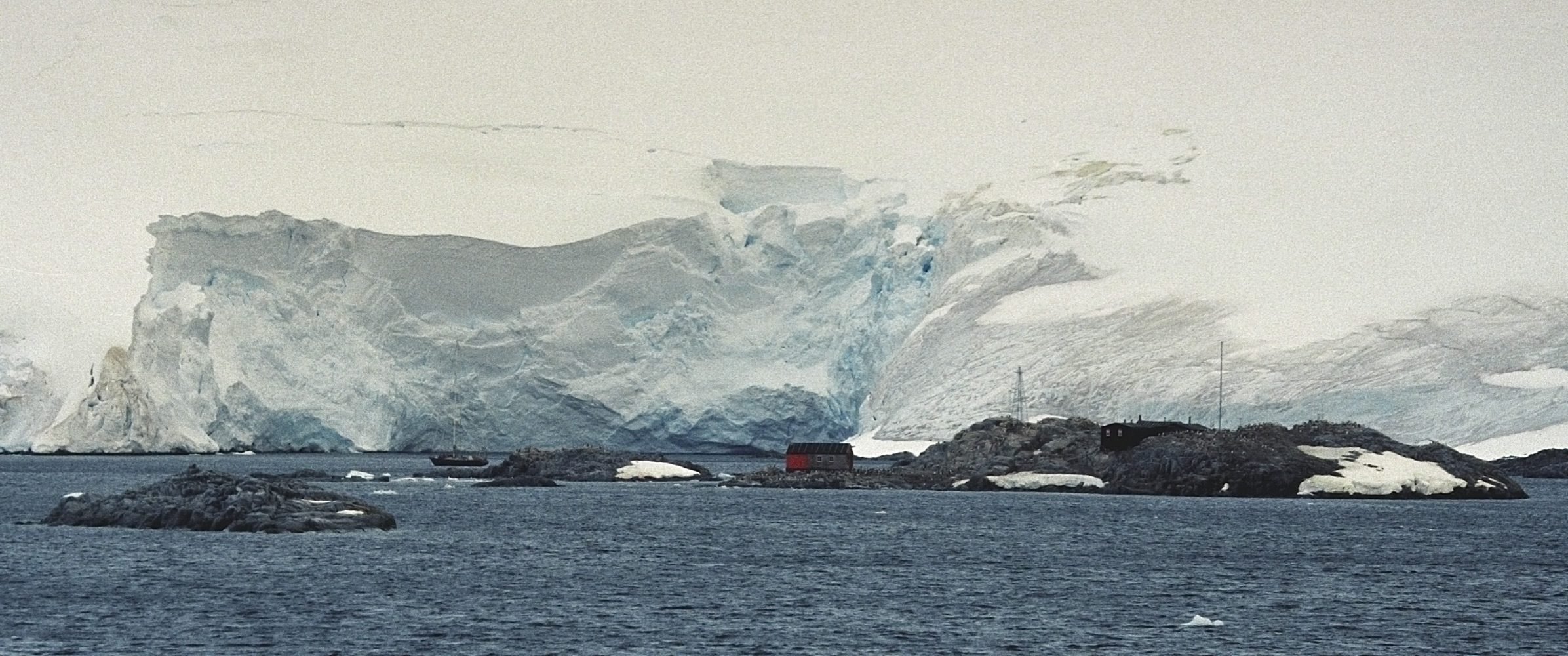
Puerto Lockroy en 2000.

Puerto Lockroy o Base A (en inglés: Station A - Port Lockroy) (coordenadas geográficas 64°49′S 63°30′O / -64.817, -63.500) es un puerto natural del islote Goudier en la punta Jougla de la isla Wiencke en el archipiélago Palmer frente a la península Antártica. Desde 1996 es un museo abierto en temporada estival.

## Ocupación previa
Puerto Lockroy fue descubierto en 1904 por la Tercera Expedición Antártica Francesa, siendo bautizado en honor a Édouard Lockroy, un político francés vicepresidente de la cámara de diputados quien asistió a Jean-Baptiste Charcot para obtener apoyo económico del gobierno para la expedición. Fue usado desde 1911 a 1931 como puerto seguro por cazadores de ballenas en donde obtenían agua fresca para sus operaciones.

## Base A

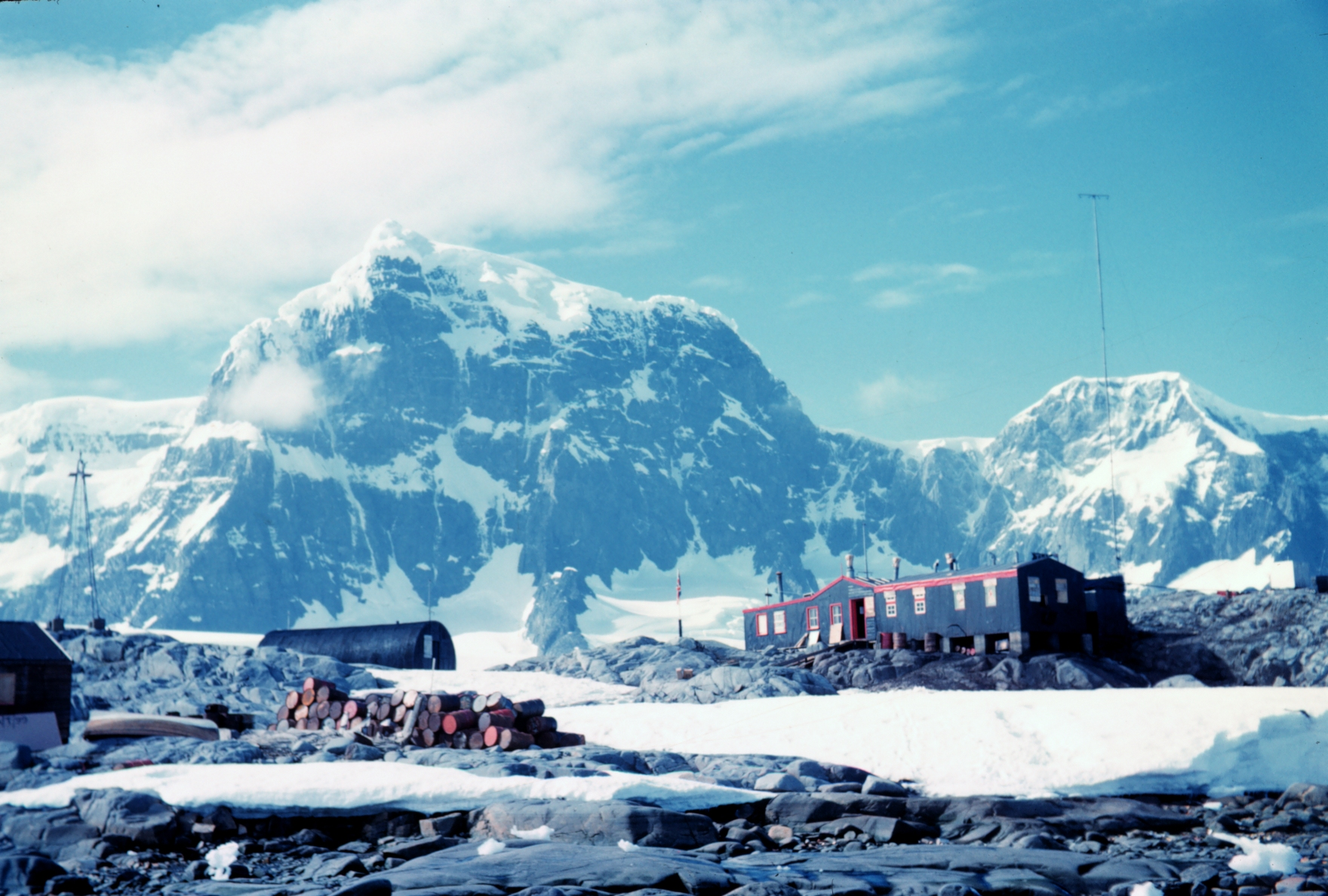
Puerto Lockroy en 1962.

La Base A fue establecida el 16 de febrero de 1944 para operaciones militares británicas durante la Operación Tabarín en la Segunda Guerra Mundial, ocupada permanentemente hasta el 8 de abril de 1947. Estaba compuesta por un edificio principal (Bransfield House) y una cabaña de almacenamiento (Nissen hut). 
Al finalizar la guerra pasó a ser operada por el Falkland Islands Dependencies Survey (FIDS) como base de investigación científica británica, inicialmente para investigaciones sobre geología, meteorología y botánica, y desde 1950 principalmente para investigaciones ionósfericas. Fue ocupada desde el 23 de enero de 1948 al 14 de febrero de 1949, y del 24 de enero de 1950 al 11 de febrero de 1951. Desde el 15 de diciembre de 1951 pasó a ocupación permanente y en 1952-1953 la Bransfield House fue ampliada, agregándosele un generador eléctrico en 1958. Durante el Año Geofísico Internacional de 1957-1958 la base contribuyó con observaciones. El 16 de enero de 1962 la base fue cerrada y sus investigaciones ionosféricas fueron transferidas a la Base F en las islas Argentina. En los años 1990 la Nissen hut colapsó.

## Museo

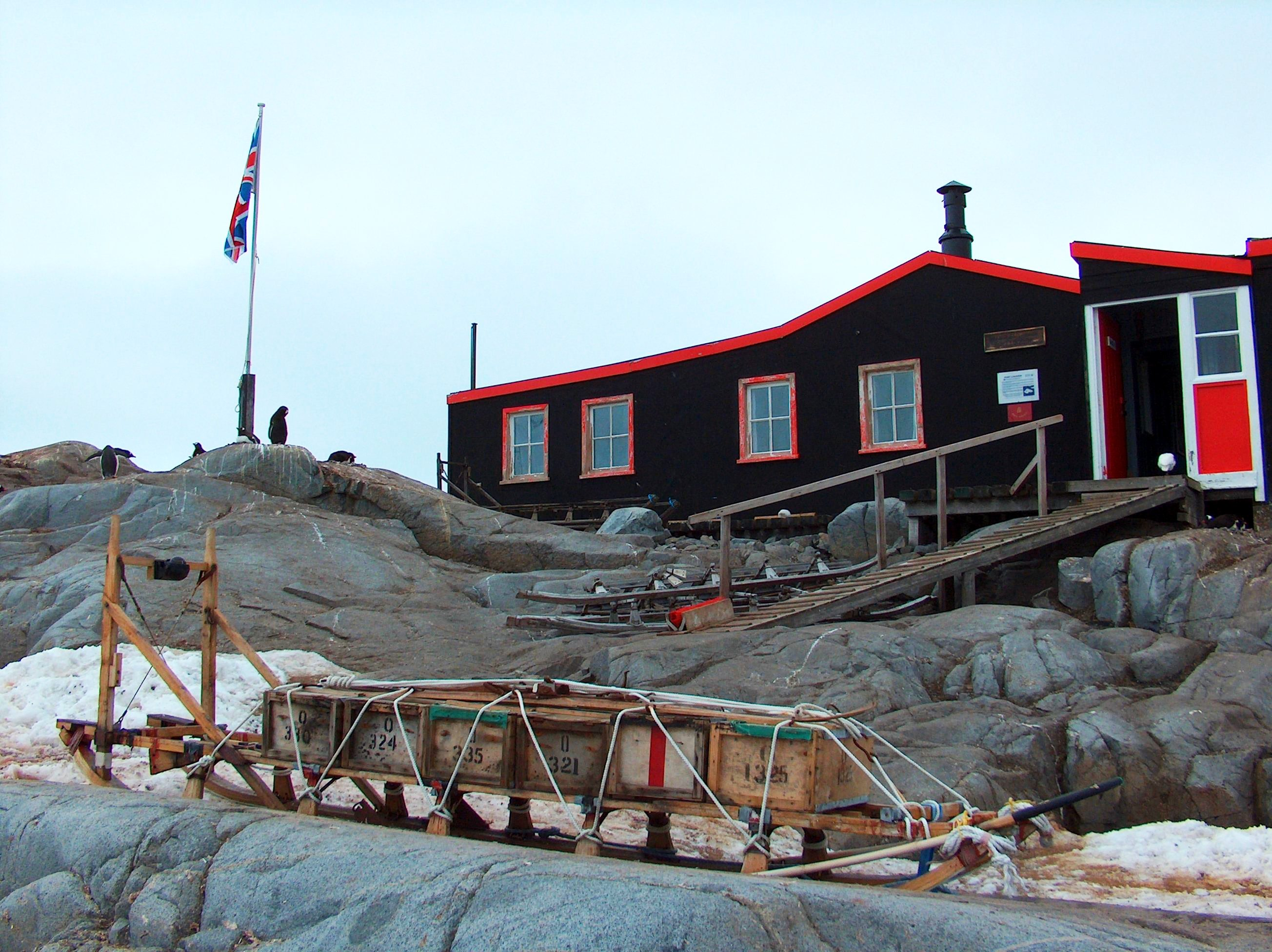
Puerto Lockroy ha sido convertido en museo.

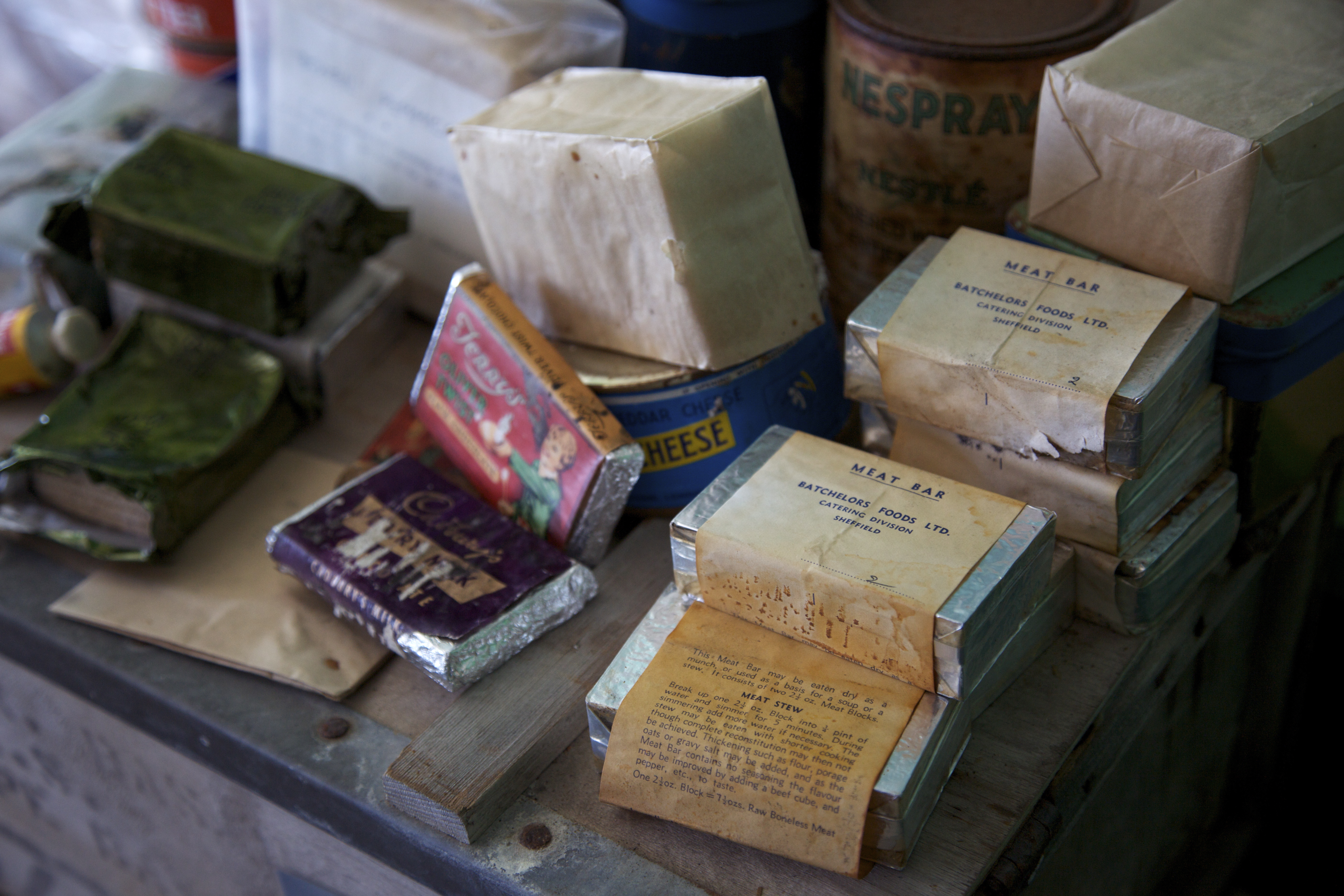
Raciones de alimentos en el museo.

Para cumplir con el Protocolo de Protección Ambiental del Tratado Antártico, firmado el 4 de octubre de 1991 y ratificado por el Reino Unido el 14 de enero de 1998, que especifica que las bases abandonadas y sus sitios de trabajo deben ser desmantelados completamente, el BAS inspeccionó en 1994 sus bases cerradas, y como resultado en 1995 cuatro de esas bases fueron designadas como sitios y monumentos históricos de la Antártida y preservadas. Desde el 19 de mayo de 1995 la Bransfield House está designada como sitio histórico N.º 61 bajo el Tratado Antártico. Entre el 14 de enero y el 18 de marzo de 1996 Puerto Lockroy fue restaurado por un equipo de 3 carpinteros del BAS y la Bransfield House convertida en museo abierto desde noviembre de 1996. Desde 2006 es administrado por el United Kingdom Antarctic Heritage Trust y está abierto al turismo durante la temporada estival de cada año, por lo que es uno de los destinos turísticos más populares en la Antártida. Fondos provenientes de la pequeña tienda de recuerdos ayudan a la conservación del sitio y otros sitios históricos y monumentos en la Antártida. En 2010 fue construida una réplica de la Nissen hut, que sirve de albergue al personal del museo durante la temporada estival. No forma parte del museo y no está abierta a los turistas.
Uno de los principales experimentos en la isla es probar los efectos del turismo en los pingüinos. La mitad de la isla está abierta a los turistas, mientras que la otra mitad está reservada a los pingüinos. Hasta ahora, los resultados muestran que el turismo no ha afectado a los pingüinos.